# Farmerville
Pour les articles homonymes, voir Farmersville.
Farmerville est une ville et le siège de la paroisse de l'Union, en Louisiane, aux États-Unis. La population était de 3860 au recensement de 2010. Elle fait partie de la région métropolitaine de Monroe, telle que définie par le Bureau du recensement des États-Unis. La ville est répartie autour du lac D'Arbonne, réputé pour la pêche et la navigation.

## Économie
L'usine Pilgrim's Pride de transformation de volaille de conversion de protéines allait être fermée au début de 2009, ainsi que les autres activités de la société à Arcadia, Athens et Choudrant. Les fermetures auraient touché quelque 1300 emplois dans le nord de la Louisiane. Quelques semaines plus tard, cependant, Pilgrim's Pride a accepté une offre d'achat de 80 millions de dollars de Foster Farms de Californie. En plus de 1300 emplois directs, l'achat a épargné 300 petites exploitations agricoles indépendantes. Foster Farms a investi 40 millions de dollars et l'état de la Louisiane, 40 millions de dollars supplémentaires.

## Personnalités
- Donovan Chapman, artiste country.
- Harvey Fields Champs, sénateur de l'état de 1916 à 1920 et allié de Huey Pierce Long, Jr[5].

## Climat
Le climat dans cette région est caractérisé par des étés chauds et humides et des hivers généralement doux à frais. Selon la classification climatique de Köppen, Farmerville a un climat subtropical humide, en abrégé "Cfa" sur les cartes de climat.

## Galerie photographique

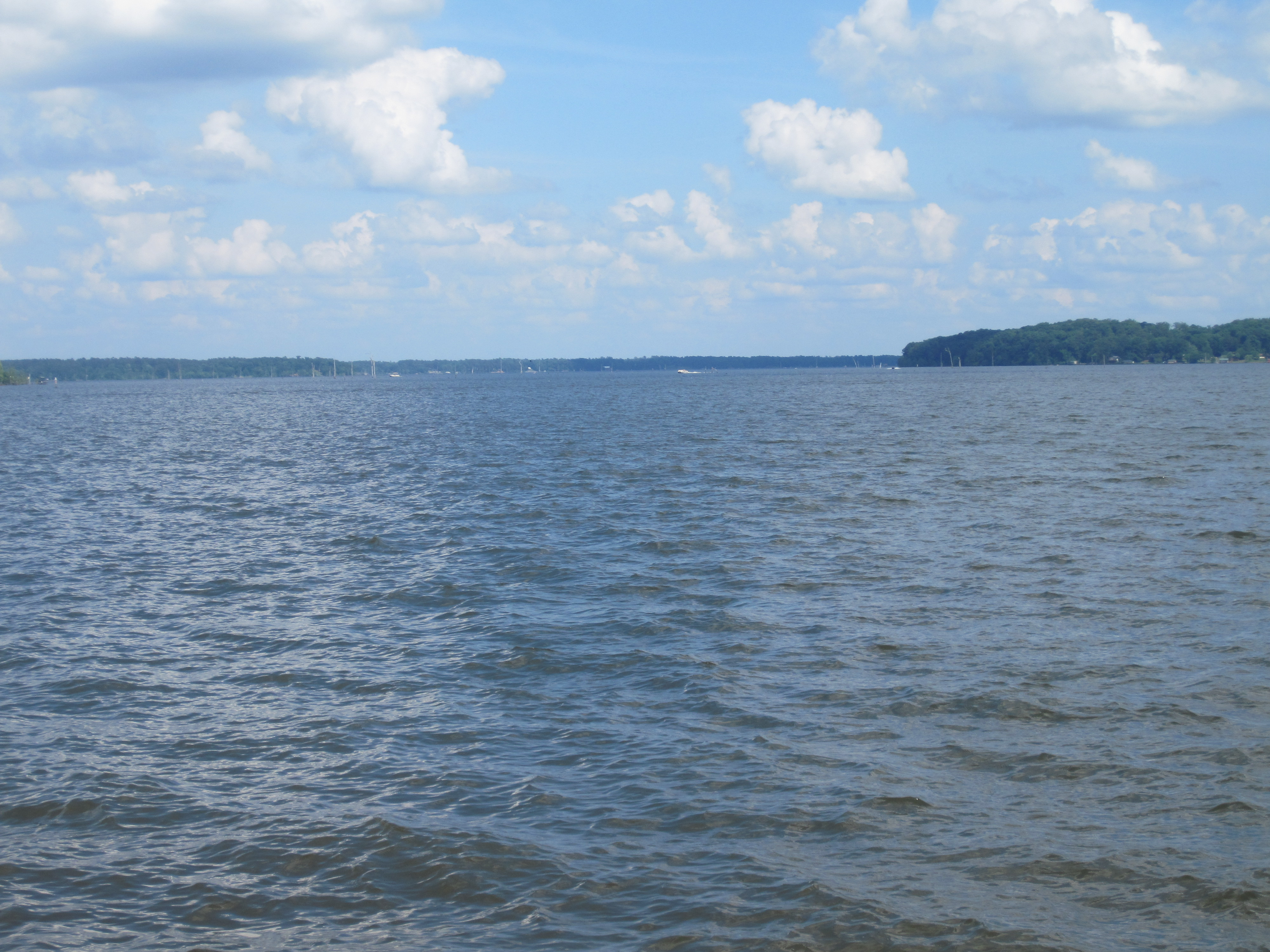
Le lac D'Arbonne à Farmerville.
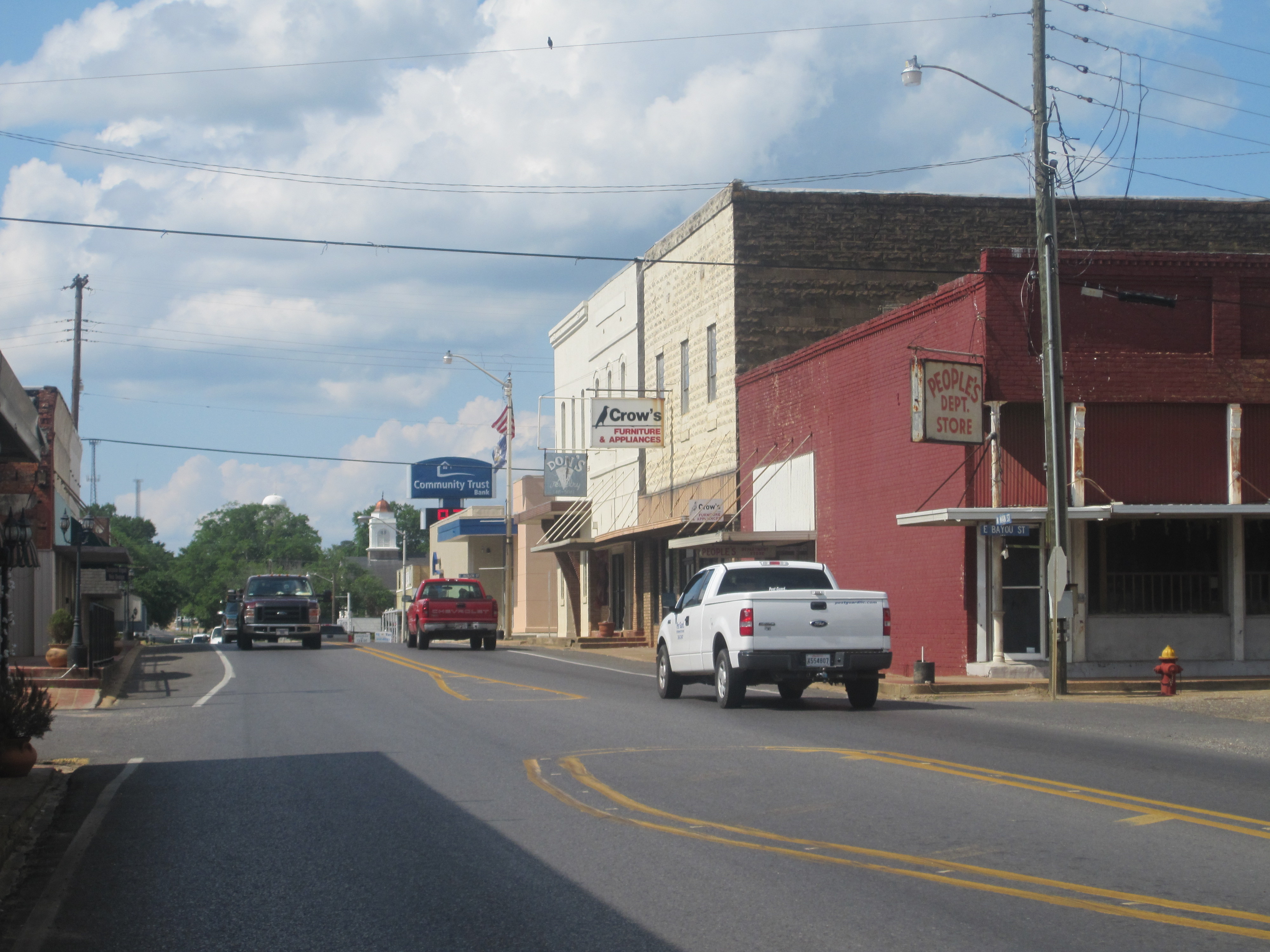
Le centre-ville de Farmerville en face du palais de justice de la paroisse.
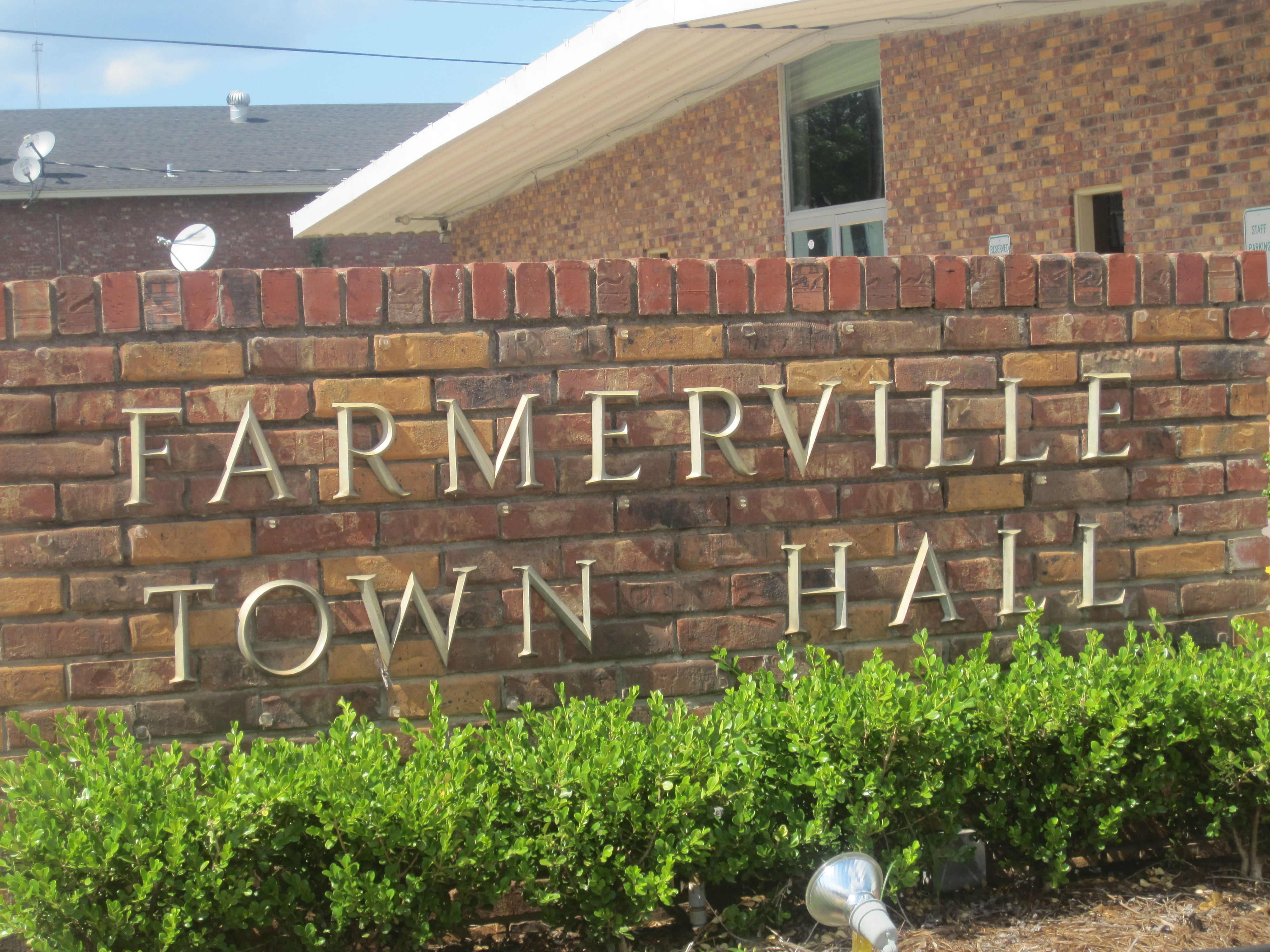
L’hôtel de ville.
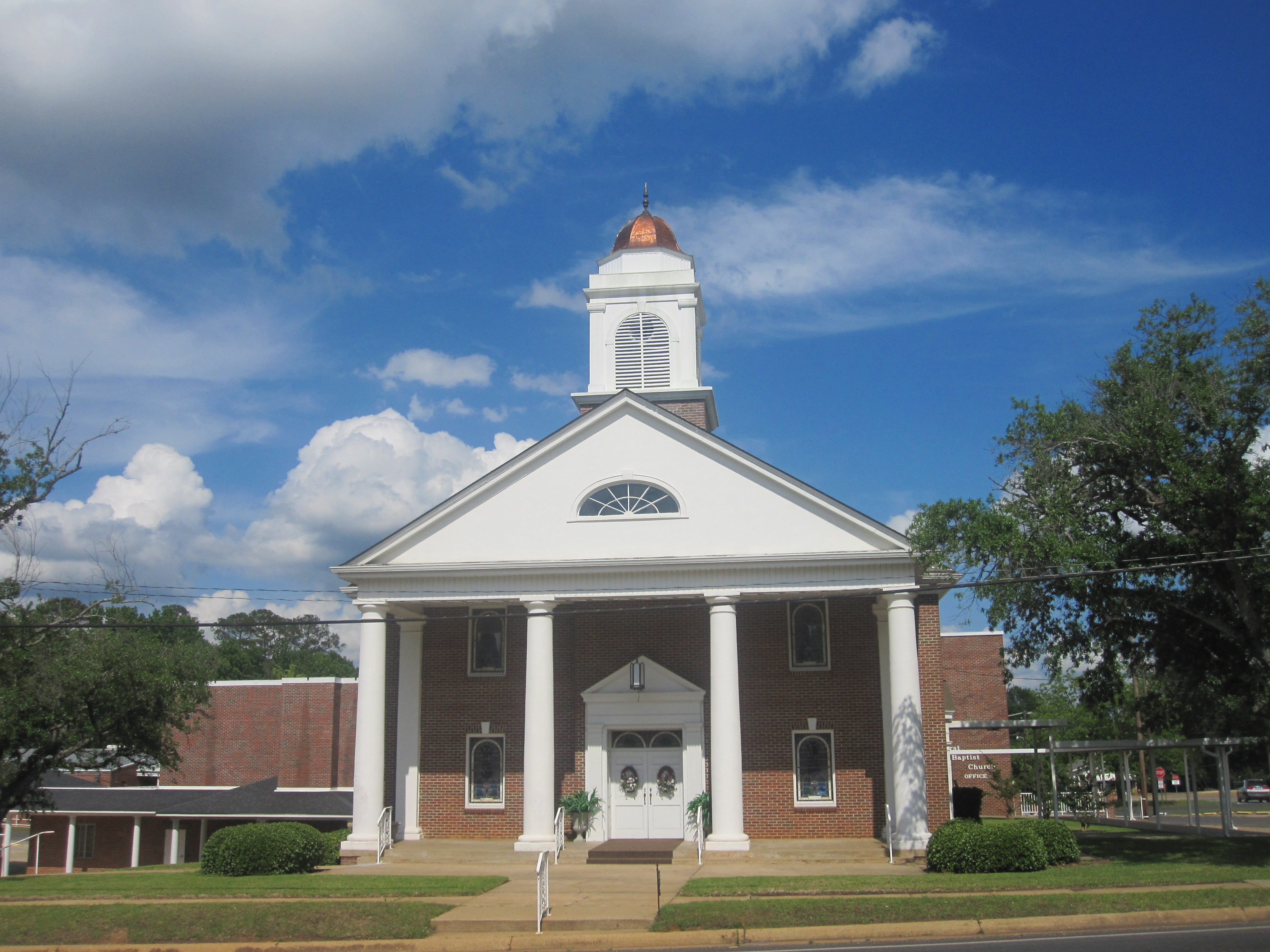
Église baptiste, avec son clocher au dôme en laiton.
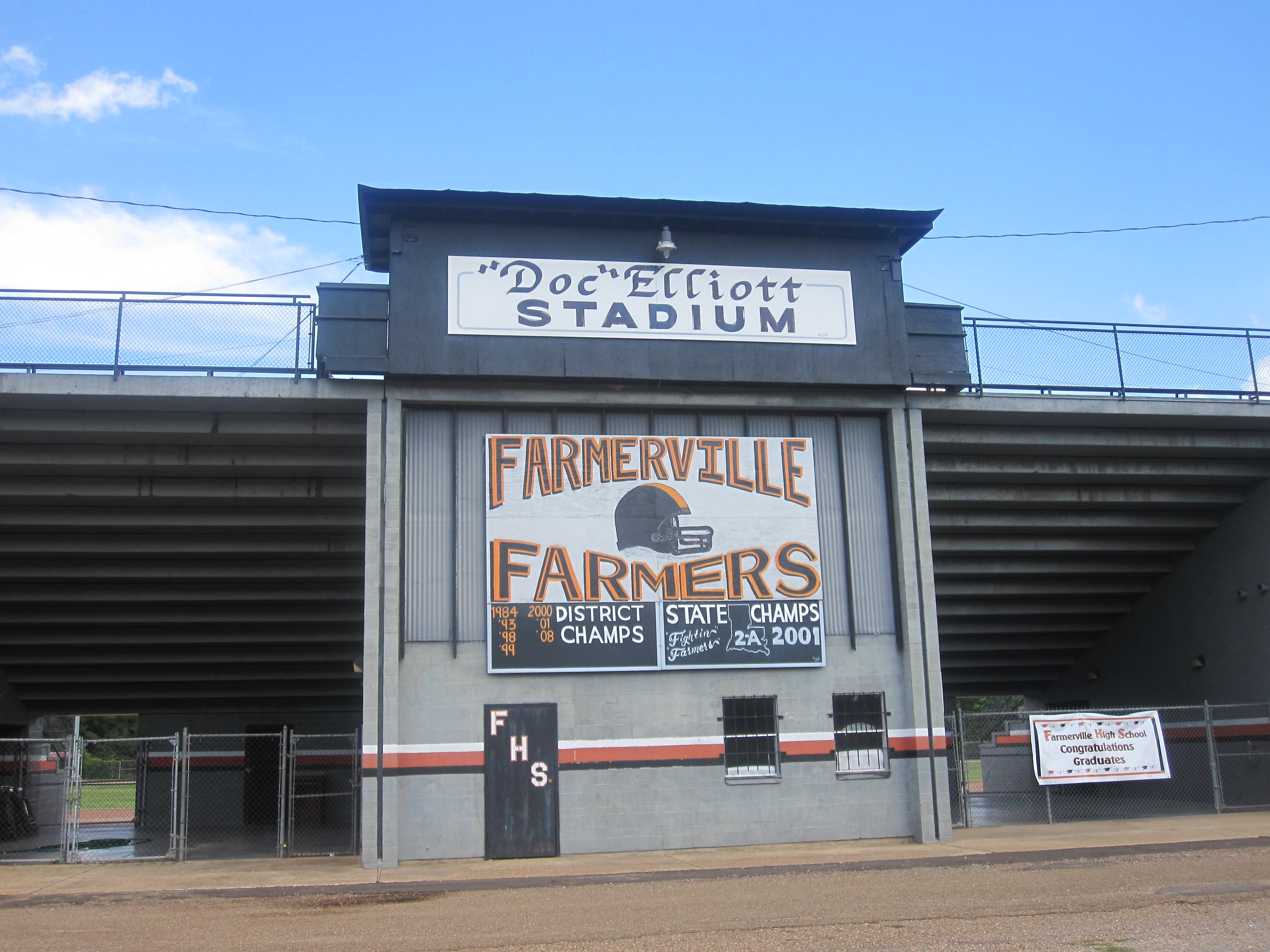
Le stade « Doc » Elliott, appartenant à l’équipe sportive des Farmers de Farmerville.